# Jan-Ove Mettävainio
Jan-Ove Mettävainio, född 3 mars 1965, är en svensk före detta professionell ishockeyspelare (back).